# Hugo Koenen
Hugo Koenen (* 13. September 1874 in Essen; † 3. Februar 1960 ebenda) war ein deutscher Zeitungsverleger.

## Leben und Wirken
Hugo Koenen war der Sohn des Verlegers Hugo Koenen (* 2. Dezember 1841; † 18. Juni 1899, verheiratet mit Theodora geborene Altenberg), des Mitbegründers des Verlags Fredebeul & Koenen (gegründet am 1. Dezember 1866), der auch die ab 1868 erschienene Essener Volkszeitung herausgab.
Hugo Koenen besuchte Gymnasien in Essen und Emmerich und machte im Anschluss eine verlegerische und drucktechnische Ausbildung in Arnsberg, Münster, Leipzig und Dortmund. Nach dem Tod seines Vaters im Jahr 1899 wurde er Teilhaber und Geschäftsführer des Verlags Fredebeul & Koenen. Zur Zeit des Nationalsozialismus erhielt Koenen die Verlagsrechte der Kölnischen Volkszeitung, die inzwischen wie die Essener Volkszeitung und viele andere gleichgeschaltet war. Am 3. Mai 1933 erschien die Kölnische Volkszeitung erstmals im Essener Druckhaus Fredebeul & Koenen. Hugo Koenen erhielt im März 1934 von den Nationalsozialisten ein generelles Berufsverbot und musste aus allen Ämtern ausscheiden. Nachfolger im Verlag Fredebeul & Koenen wurde am 1. April 1934 der Verleger Hans von Chamier Glisczinski.
Nach dem Zweiten Weltkrieg 1945 nahm Koenen seine verlegerischen Tätigkeiten wieder auf. Er baute einen Buchverlag auf und gab die von den Nationalsozialisten verbotene Ausgabe der Christlichen Familie erneut heraus. Koenen engagierte sich zudem im kirchlich-katholischen Leben.
Hugo Koenen starb am 3. Februar 1960 in Essen-Bredeney, wo er auf dem Gemeindefriedhof St. Markus beigesetzt wurde.

## Ehrungen
Hugo Koenen wurde mit dem Malteser-Donat-Ritterkreuz I. und II. Klasse sowie mit dem Magistralritterkreuz des Malteser-Ritterordens ausgezeichnet. Ebenso erhielt er die Rote Kreuz-Medaille und im Jahr 1954 das Bundesverdienstkreuz.